# 格列米亞欽斯克
58°34′N 57°31′E / 58.567°N 57.517°E
格列米亞欽斯克（俄语：Гремя́чинск）是俄羅斯彼爾姆邊疆區東部的一個城市，距彼爾姆174公里。2002年人口13,061人。
1942年建立，1949年建市。